# Forbandede Ungdom (album)
 For alternative betydninger, se Forbandede Ungdom. (Se også artikler, som begynder med Forbandede Ungdom)
Forbandede Ungdom er det andet studiealbum fra den danske musikduo Ukendt Kunstner. Det udkom 12. maj 2014 via No3 og Sony Music. Albummet indeholder 12 sange, rappet af Hans Philip og produceret af Jens Ole McCoy. På albummet medvirker udover Hans Philip Lord Siva på sangen "Fortæl Dem", Sivas på sangen "Stein Bagger" og Caroline Henderson på sangen "Englebarn".
Albummet har opnået certificeringen platin.

## Baggrund
I Politiken den 7. marts 2015 blev det skrevet om albummet beskrevet således:
| Citat | På ’Forbandede ungdom’ har neonlys og natteliv derfor også måttet vige pladsen for tekster om ophav, indre kampe og efterrefleksioner på det liv, de efterspurgte på debuten, og som de seneste par år er rykket et skridt tættere på hverdagen. Kærligheden er dog stadig en trofast genganger hos Ukendt Kunstner. | Citat |
|       | |       |

## Modtagelse
Forbandedede Ungdom blev generelt modtaget okay af anmelderne. 
GAFFAs anmelder, Maria Therese Seefeldt Stæhr, skrev at "det langt hen ad vejen er et vellykket og interessant album" og gav albummet fem ud af seks stjerner. Soundvenues anmelder, Kristian Karl, kaldte Forbandede Ungdom "et afgørende skridt væk fra nattelivsrap, både tematisk og lydmæssigt" og "sobert, dæmpet melankolsk og langt fra nattelivsodysseen ’Neonlys’" og gav albummet fire ud af seks stjerner i sin anmeldelse. Mindre begejstret var musik.guide.dks anmelder, Peter Schollert, der gav albummet tre ud af seks stjerner, og blandt andet i sin anmeldelse skrev, at "Der er afgjort momenter i musikken og i leverancerne af ord, der kan holde interessen fanget, [...]" men at "[...] for tit på den ungdommelige udgivelse udstyres udsyn og selvindsigt med så megen alvor, at man ikke kan tage det alvorligt."

## Spor
Alle sange er skrevet af Hans Philip, medmindre andet er noteret.
| 1.    | "Begyndelsen"                              |                                               | 3:18 |
| 2.    | "Hun Sagde"                                | Karen Rosenberg, Lasse Lindholm, Saqib Hassan | 4:42 |
| 3.    | "Feelings"                                 |                                               | 2:03 |
| 4.    | "Alting / Ingenting"                       | Jesper Vestergaard                            | 4:05 |
| 5.    | "Fortæl Dem" (featuring Lord Siva)         | Brian Siva, Carl Emil Johansen                | 4:00 |
| 6.    | "Spor 6"                                   |                                               | 1:15 |
| 7.    | "Boulevarden"                              | Emil Kruse                                    | 4:03 |
| 8.    | "Daglige Brød"                             |                                               | 4:49 |
| 9.    | "Stein Bagger" (featuring Sivas)           | Sivas Torbati                                 | 6:44 |
| 10.   | "Gennem Byen"                              | Jesper Vestergaard                            | 4:09 |
| 11.   | "Englebarn" (featuring Caroline Henderson) |                                               | 4:04 |
| 12.   | "Kjærlighed"                               |                                               | 6:27 |
| 49:46 |                                            |                                               |      |

## Hitlister og certificeringer
| Hitliste (2014)        | Højeste placering | Certificering |
| ---------------------- | ----------------- | ------------- |
| Danmark (Album Top-40) | 2                 | 4× Platin     |

| Hitliste (2015) | Placering |
| --------------- | --------- |
| Danmark         | 44        |
| Hitliste (2016) | Placering |
| Danmark         | 55        |
| Hitliste (2017) | Placering |
| Danmark         | 47        |
| Hitliste (2018) | Placering |
| Danmark         | 78        |
| Hitliste (2019) | Placering |
| Danmark         | 76        |
| Hitliste (2021) | Placering |
| Danmark         | 80        |
| Hitliste (2022) | Placering |
| Danmark         | 72        |
| Hitliste (2023) | Placering |
| Danmark         | 40        |
| Hitliste (2024) | Placering |
| Danmark         | 23        |

| 2013                                                             | "Neonlys"          | 22 |
| 2014                                                             | "Alting/Ingenting" | 14 |
| "—" markerer en udgivelse der ikke opnåede en hitlisteplacering. |                    |    |